# Волф Дитрих фон Хоенемс
Волф Дитрих фон Хоенемс (на немски: Wolf Dietrich von Hohenems; * 1507/1508, Хоенемс; † 10 март 1538, Хоенемс) е австрийски благородник от род Хоенемс в Западна Австрия, военачалник при император Карл V.

## Живот
Той е четвъртият и най-малък син на прочутия военачалник фрайхер Маркс Зитих фон Емз (* 1466; † 1533) и съпругата му Хелена фон Фрайберг, дъщеря на Михаел фон Фрайберг († 1489) и Йоханета фон Хербилщат († 6 май 1493).
Още на 18 години Волф Дитрих се бие през 1525 г. при баща си в битката при Павия и допринася за победата на императорската войска.
През 1528 г./пр. 3 март 1529 г. се жени за Киара де Медичи (* 1507; † сл. юли 1559), дъщеря на Бернардо де Медичи († 1519) и Чечилия Сербелони. Съпругата му е сестра на Пий IV (1499 – 1565), папа от 1559 – 1565. Баща му организира женитбата им.
През късната есен на 1528 г. двойката тръгва с голяма свита от Италия за Хоенемс, но са спрени от големия сняг. През февруари 1529 г. те правят втори опит да стигнат до Хоенемс и през приятелския Фелдкирх успяват да пристигнат там. През същата година Волф Дитрих е назначен за фогт на Блуденц от Фердинанд I.
През 1531 г. избухва отново въоръжен конфликт между Медичите и Швейцарските съюзници. Господарите фон Емз, под ръководството на Волф Дитрих, съставят войска, за да участват от Тирол в боевете и да помогнат на роднините си Медичи. Но Фердинанд I не им разрешава това.
През 1536 г. той участва със своя войска в боевете на император Карл V в Италия и Франция против Франсоа I. През 1538 г. той води преговори с Швейцарските „айдгеноси“ и съюзниците им за дългосрочен мир. Но той умира по време на преговорите.
Волф Дитрих фон Хоенемс умира на 31 години на 10 март 1538 г. Той е дядо на Маркус Зитикус (1574 – 1619), архиепископ на Залцбург (1612 – 1619).

## Деца
Волф Дитрих фон Хоенемс и Киара де Медичи (* 1507; † сл. юли 1559) имат щастлив брак и децата:
- Хелена фон Хоенемс († 29 април 1586, Лангенщайн), омъжена през април 1558 г. за Ханс Вернер III фон Райтенау († 4 април 1593)
- Якоб Ханибал I фон Хоенемс (* 13 май 1530, Блуденц; † 27 декември 1587, Хоенемс), имперски граф на Хоенемс, женен на 6 януари 1565 г. в Рим за първата му братовчедка Ортензия Боромео (* 1550, Милано; † 27 декември 1578, Хоенемс)
- Маркус Зитикус фон Хоенемс (* 30 август 1533; † 15 февруари 1595, Рим), граф на Хоенемс, епископ на Констанц (1561 – 1589), връзка с Оливия Джиганти и има две деца с нея
- Габриел фон Хоенемс
- Маргарета фон Хоенемс (* ок. 1537; † 1587/1593), омъжена 1560 г. за Фортунато ди Мадруцо († 1604), маркиз на Сориано и Галезе